# Ocotea ikonyokpe
Ocotea ikonyokpe är en lagerväxtart som beskrevs av H. van der Werff. Ocotea ikonyokpe ingår i släktet Ocotea och familjen lagerväxter. Inga underarter finns listade i Catalogue of Life.